# Conocephalum salebrosum
Conocephalum salebrosum là một loài rêu trong họ Conocephalaceae. Loài này được Szweyk., Buczkowska & Odrzykoski mô tả khoa học đầu tiên năm 2005.